# Список королей Бурунди
Список королей Бурунди включает в себя следующих монархов, правивших в Бурунди в период с 1680 по 1966 год (династия Ганва):
- Нтаре III Рушатси (ок. 1680 — ок. 1709)
- Мвези III Ндагушимийе (ок. 1709 — ок. 1739)
- Мутага III Сеньямвиза (ок. 1739 — ок. 1767)
- Мвамбутса III Сьярушамбо Бутама (ок. 1767 — ок. 1796)
- Нтаре IV Ругамба (ок. 1796 — ок. 1850)
- Мвези IV Гисабо (ок. 1850 — 21 августа 1908)
- Мутага IV Мбикиже (1908 — 30 ноября 1915)
- Мвамбутса IV Бангириченге (16 декабря 1915 — 8 июля 1966)
- Нтаре V Ндизейе (8 июля 1966 — 28 ноября 1966).

## Дополнения
- Список правителей и президентов Бурунди